# Hôpital de Pisagua

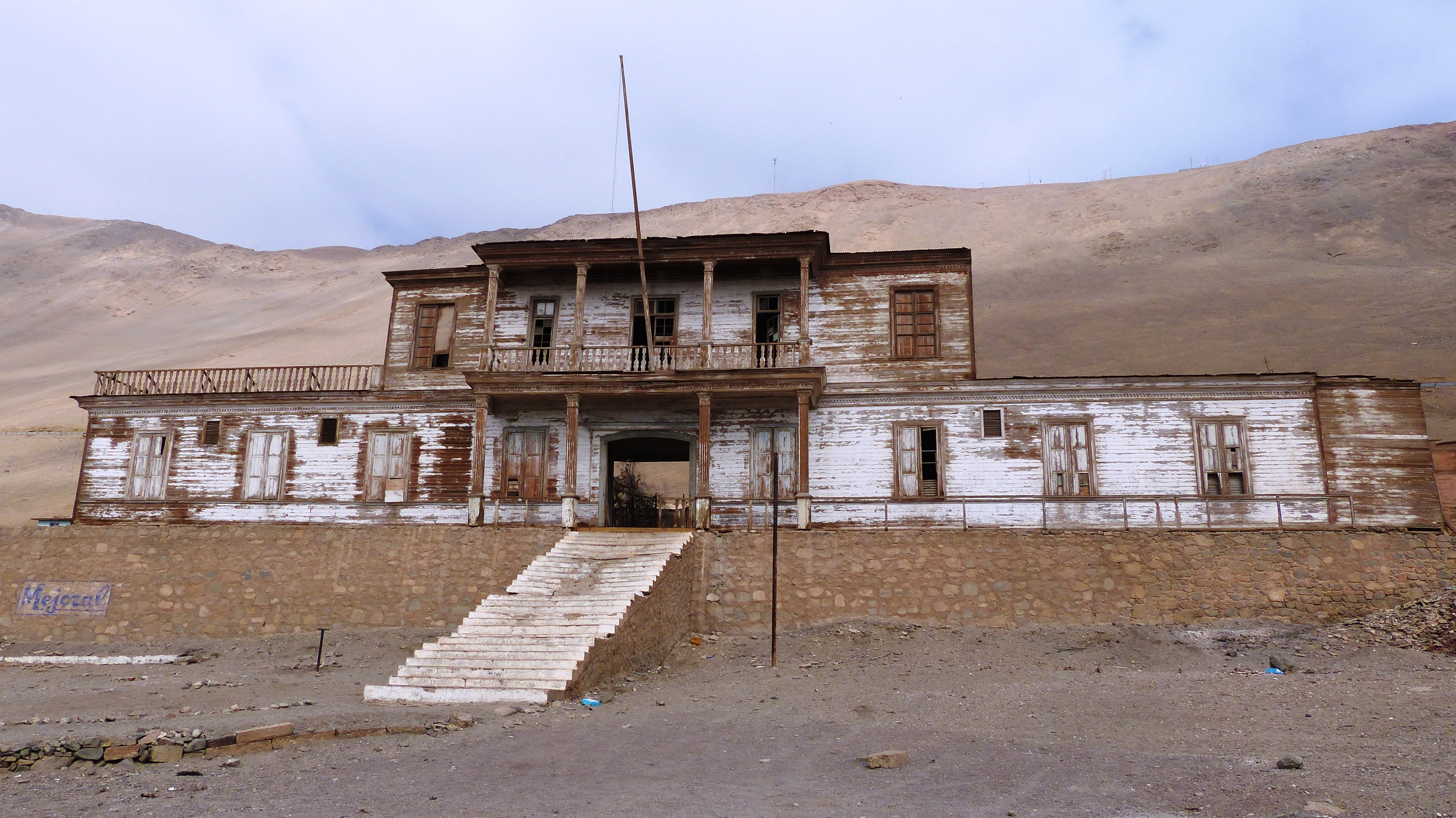
L'hôpital de Pisagua.

L'hôpital de Pisagua (espagnol : Hospital de Pisagua) est un ancien centre hospitalier situé à Pisagua, ville de la province du Tamarugal et de la région de Tarapacá, au Chili. Il est protégé depuis le 3 décembre 1990 au titre des monuments nationaux du Chili.